# Пакт с ђаволом
Пакт с ђаволом је студијски албум босанскохерцеговачких репера Џале Брата и Бубе Корелија. Објављен је 13. децембра 2014. године за продукцијске куће Tempo Production и RedEye Vision.

## Информације о албуму
Текстове свих песама написали су заједно Џала Брат и Буба Корели, док је музику за већи део песама радио Буба Корели, осим за песме Тринидад & Тобаго и Плеши, за које је музику радио Џала Брат, односно за песме Борба, Молотовљев коктел и Боинг, за које су музику радили заједно. Већину песама су такође продуцирали заједно, само је Џала продуцирао песму Адвокат, док је песме Да ми је и 22 продуцирала кућа RedEye Vision.

## Песме
| Бр. | Назив песме        | Извођачи                              | Трајање |
| --- | ------------------ | ------------------------------------- | ------- |
| 1.  | Да ми је           | Џала & Буба Корели                    | 02:34   |
| 2.  | 22 (ft. Џала Брат) | Џала & Буба Корели                    | 04:02   |
| 3.  | Тринидад & Тобаго  | Џала & Буба Корели                    | 03:07   |
| 4.  | Као ја             | Буба Корели & Џала feat. Сеџ Маторуга | 03:30   |
| 5.  | Гето мајке         | Џала & Буба Корели feat. Ђус          | 03:53   |
| 6.  | Лед                | Буба Корели & Џала feat. Сеџ Маторуга | 04:03   |
| 7.  | Борба              | Џала & Буба Корели                    | 03:43   |
| 8.  | Молотовљев коктел  | Џала & Буба Корели                    | 03:18   |
| 9.  | Плеши              | Џала & Буба Корели                    | 03:28   |
| 10. | Боинг              | Буба Корели & Џала feat. Раста        | 03:59   |
| 11. | Хладнокрвна убица  | Буба Корели & Џала                    | 04:50   |
| 12. | Адвокат            | Џала & Буба Корели feat. МцН          | 04:33   |
| 13. | Без тебе           | Буба Корели & Џала                    | 03:05   |

## Видео спотови
Објављени су спотови за две песме — 22 и Без тебе, а спотове је такође радила продукцијска кућа RedEye Vision.